# 25511 Annlipinsky
25511 Annlipinsky è un asteroide della fascia principale. Scoperto nel 1999, presenta un'orbita caratterizzata da un semiasse maggiore pari a 2,3058703 UA e da un'eccentricità di 0,0754482, inclinata di 4,51591° rispetto all'eclittica.